# Michael Harcourt
Michael Franklin Harcourt, né le 6 janvier 1943 à Edmonton, est un homme politique canadien, membre du Nouveau Parti démocratique de la Colombie-Britannique. Il est maire de Vancouver de 1980 à 1986 et premier ministre de la province de Colombie-Britannique de 1991 à 1996.